# 19251 Totziens
19251 Totziens è un asteroide della fascia principale. Scoperto nel 1994, presenta un'orbita caratterizzata da un semiasse maggiore pari a 2,6302608 UA e da un'eccentricità di 0,2859272, inclinata di 16,38741° rispetto all'eclittica.